# Brianna Van Buren
Brianna Van Buren (Gilroy, 4 de agosto de 1993) é uma lutadora americana de artes marciais mistas, luta na categoria peso-palha feminino do Ultimate Fighting Championship.

## Carreira no MMA

### Invicta Fighting Championships
Van Buren fez sua estreia no Invicta FC em 27 de fevereiro de 2015 no Invicta FC 11: Cyborg vs. Tweet contra Amy Montenegro. Ela perdeu por decisão unânime.
Van Buren em seguida enfrentou Jamie Moyle em 15 de dezembro de 2018 no Invicta FC 33: Frey vs. Grusander II. Ela venceu por decisão unânime.

### Ultimate Fighting Championship
Em sua estreia no UFC, ela enfrentou Livia Renata Souza, substituindo a lesionada Cynthia Calvillo, em 13 de julho de 2019 no UFC Fight Night: de Randamie vs. Ladd. Ela venceu por decisão unânime.

## Cartel no MMA
| Cartel no MMA   |            |            |
| 10 lutas        | 7 vitórias | 3 derrotas |
| Por nocaute     | 2          | 0          |
| Por finalização | 2          | 0          |
| Por decisão     | 3          | 3          |

| Res.    | Cartel | Oponente                | Método                        | Evento                                | Data       | Round | Tempo | Local                   | Notas                                       |
| ------- | ------ | ----------------------- | ----------------------------- | ------------------------------------- | ---------- | ----- | ----- | ----------------------- | ------------------------------------------- |
| Derrota | 7-3    | Tecia Torres            | Decisão (unânime)             | UFC on ESPN: Blaydes vs. Volkov       | 20/06/2020 | 3     | 5:00  | Las Vegas, Nevada       |                                             |
| Vitória | 7–2    | Livia Renata Souza      | Decisão (unânime)             | UFC Fight Night: de Randamie vs. Ladd | 13/07/2019 | 3     | 5:00  | Sacramento, California  |                                             |
| Vitória | 6–2    | Kailin Curran           | Finalização (mata-leão)       | Invicta Phoenix Series 1              | 03/05/2019 | 2     | 3:49  | Kansas City, Kansas     | Ganhou o Cinturão Peso Palha do Invicta FC. |
| Vitória | 5–2    | Jamie Moyle             | Decisão (unânime)             | Invicta FC 33: Frey vs. Grusander II  | 15/12/2018 | 3     | 5:00  | Kansas City, Missouri   |                                             |
| Vitória | 4–2    | Angela Samaro           | Finalização (mata-leão)       | URCC 34                               | 15/06/2018 | 1     | 2:37  | Richmond, California    | Luta no Peso Mosca.                         |
| Derrota | 3–2    | Amy Montenegro          | Decisão (unânime)             | Invicta FC 11: Cyborg vs. Tweet       | 27/02/2015 | 3     | 5:00  | Los Angeles, California |                                             |
| Vitória | 3–1    | Katie Klimansky-Casimir | Nocaute técnico (desistência) | Rogue Fights 26                       | 12/04/2014 | 1     | 5:00  | Redding, California     |                                             |
| Vitória | 2–1    | Patricia Vidonic        | Decisão (unânime)             | Rogue Fights 25                       | 18/01/2014 | 3     | 5:00  | Redding, California     |                                             |
| Derrota | 1–1    | Stephanie Eggink        | Decisão (unânime)             | XFC 23                                | 19/04/2013 | 3     | 5:00  | Louisville, Kentucky    | Estreia no Peso Palha.                      |
| Vitória | 1–0    | Charlene Gellner        | Nocaute (soco)                | Rogue Fights 20                       | 20/10/2012 | 1     | 2:37  | Redding, California     | Estreia no Peso Mosca.                      |